# Бригадне (Калінінградська область)
Бригадне (рос. Бригадное) — селище Полєського району, Калінінградської області Росії. Входить до складу Тургенєвського сільського поселення.
Населення —  84 особи (2015 рік). 

## Населення
| 2002 | 2010 |
| ---- | ---- |
| 77   | ↗84  |